# Synchronous Data Link Control
Synchronous Data Link Control (SDLC) és un protocol de comunicacions d'ordinador. És el protocol de capa 2 per a l'arquitectura de xarxa de sistemes (SNA) d'IBM. SDLC admet enllaços multipunt, així com la correcció d'errors. També s'executa sota el supòsit que hi ha una capçalera SNA després de la capçalera SDLC. SDLC va ser utilitzat principalment pels sistemes mainframe i de gamma mitjana d'IBM; tanmateix, existeixen implementacions a moltes plataformes de molts venedors. Als Estats Units i Canadà, SDLC es pot trobar als gabinets de control de trànsit.
El 1975, IBM va desenvolupar el primer protocol orientat a bits, SDLC, a partir del treball realitzat per IBM a principis dels anys setanta. Aquest estàndard de facto ha estat adoptat per ISO com a High Level Data Link Control (HDLC) el 1979 i per ANSI com a Advanced Data Communication Control Procedures (ADCCP). Aquests últims estàndards van afegir funcions com ara el mode equilibrat asíncron, mides de fotogrames que no havien de ser múltiples d'octets de bits, però també van eliminar alguns dels procediments i missatges (com el missatge TEST).
SDLC funciona de manera independent en cada enllaç de comunicacions, i pot funcionar en instal·lacions multipunt o bucle punt a punt, en circuits commutats o dedicats, de dos o quatre fils, i amb funcionament full-duplex i half-duplex. Una característica única de SDLC és la seva capacitat de barrejar estacions secundàries semidúplex amb estacions primàries full-duplex en circuits de quatre fils, reduint així el cost de les instal·lacions dedicades.
Intel va utilitzar SDLC com a protocol base per a BITBUS, encara popular a Europa com a bus de camp i incloïa suport en diversos controladors (i8044/i8344, i80152). El controlador 8044 encara està en producció per proveïdors de tercers. Altres venedors que van posar suport de maquinari per SDLC (i l'HDLC lleugerament diferent) als xips de controladors de comunicacions dels anys 80 van incloure Zilog, Motorola i National Semiconductor. Com a resultat, una gran varietat d'equips en la dècada de 1980 l'utilitzaven i era molt comú a les xarxes corporatives centrades en mainframe, que eren la norma a la dècada de 1980. Les alternatives més comunes per a SNA amb SDLC eren probablement DECnet amb protocol de missatges de comunicacions de dades digitals (DDCMP), Burroughs Network Architecture (BNA) amb Burroughs Data Link Control (BDLC) i ARPANET amb IMP.

## Diferències entre SDLC i HDLC
HDLC és principalment una extensió de SDLC, però es van suprimir o canviar el nom d'algunes característiques.

### Funcions HDLC no a SDLC
Les característiques presents a HDLC, però no a SDLC, són:
- Els fotogrames que no tinguin un múltiple de 8 bits són il·legals en SDLC, però opcionalment legals en HDLC.
- HDLC opcionalment permet adreces de més d'1 byte de llarg.
- HDLC té una opció per a una seqüència de verificació de fotogrames de 32 bits.
- mode de resposta asíncrona i els marcs SARM i SARME U associats,
- mode equilibrat asíncron i els marcs SABM i SABME U associats,
- i diversos altres tipus de fotogrames creats per a HDLC:
  - el marc S de rebuig selectiu (SREJ),
  - l'ordre de reinici (RSET) i
  - les trames U no reservades (NR0 a NR3).

Tampoc es troben a SDLC les extensions HDLC posteriors a ISO/IEC 13239 com ara:
- números de seqüència de 15 i 31 bits,
- el marc U del mode de configuració (SM),
- Seqüència de verificació de fotogrames de 8 bits,
- un camp de format de marc que precedeix l'adreça,
- un camp d'informació en marcs U de conjunt de modes, i
- el marc U "informació sense numerar amb comprovació de capçalera" (UIH).